# Cavalaire-sur-Mer
Cavalaire-sur-Mer – miejscowość i gmina we Francji, w regionie Prowansja-Alpy-Lazurowe Wybrzeże, w departamencie Var.
Według danych na rok 1990 gminę zamieszkiwało 4188 osób, a gęstość zaludnienia wynosiła 250 osób/km² (wśród 963 gmin regionu Prowansja-Alpy-W. Lazurowe Cavalaire-sur-Mer plasuje się na 149. miejscu pod względem liczby ludności, natomiast pod względem powierzchni na miejscu 564.).